# Chapadamastax
Chapadamastax is een geslacht van rechtvleugeligen uit de familie Eumastacidae. De wetenschappelijke naam van dit geslacht is voor het eerst geldig gepubliceerd in 1979 door Descamps.

## Soorten
Het geslacht Chapadamastax  is monotypisch en omvat slechts de volgende soort:
- Chapadamastax diamantina (Descamps, 1979)